# アブハズ自治ソビエト社会主義共和国

アブハズ自治ソビエト社会主義共和国
Аҧснытәи Автономтә Советтә Социалисттә Республика (アブハズ語)

アブハズ自治社会主義ソビエト共和国の位置

アブハズ自治ソビエト社会主義共和国（アブハズじちソビエトしゃかいしゅぎきょうわこく、アブハズ語: Аҧснытәи Автономтә Советтә Социалисттә Республика）、略してアブハズASSRは、ソビエト連邦内のグルジア・ソビエト社会主義共和国（グルジアSSR）にかつて存在した自治共和国である。1921年3月から1931年2月まではアブハジア社会主義ソビエト共和国が存在していたが、これがグルジアSSRの自治共和国となったものである。首都はスフミ。面積は8,600km2ほどで、人口は535,000人、都市部と農村の人口はそれぞれ261,000人と274,000人であった。

## 歴史

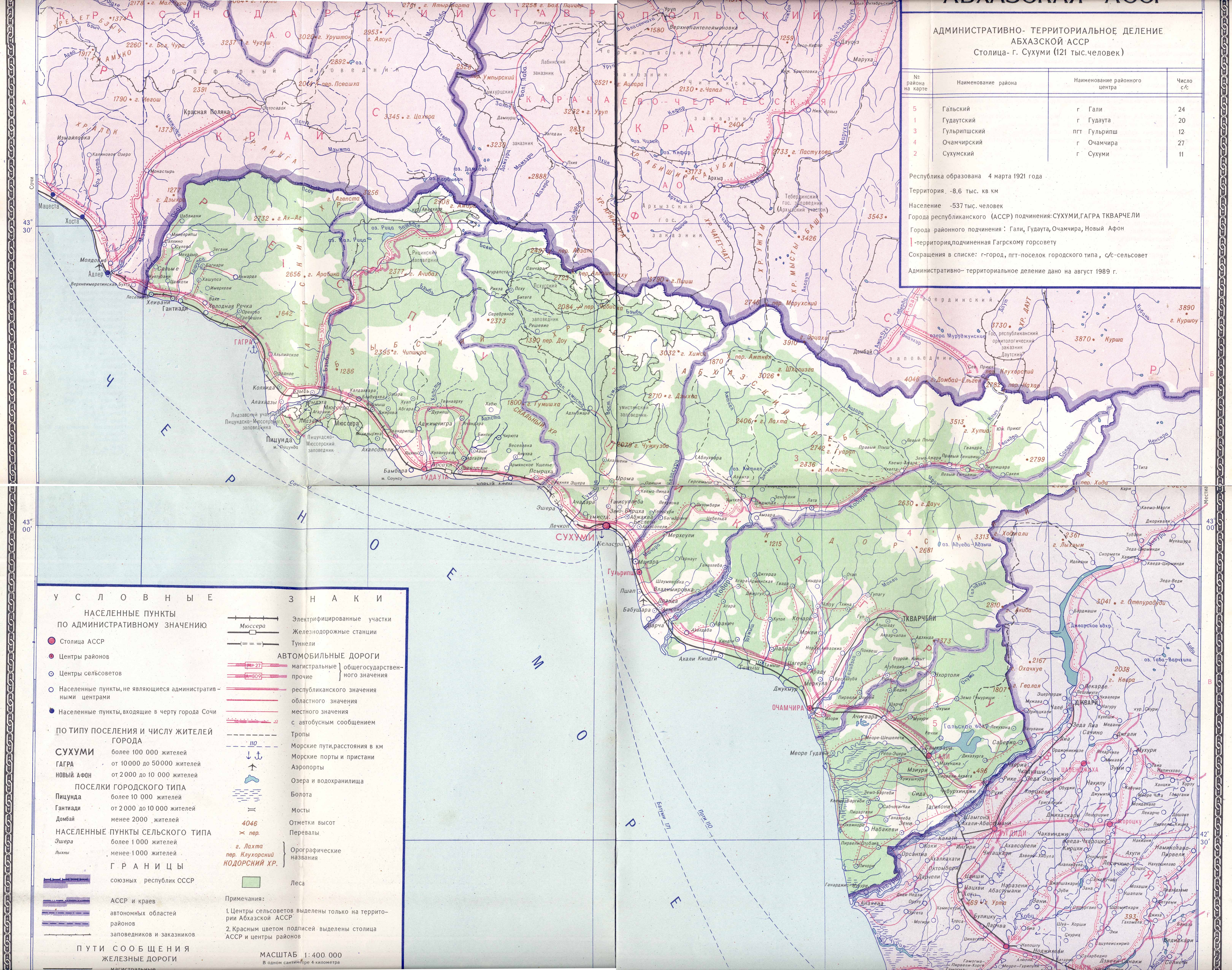
アブハジアの地図。(1989年)

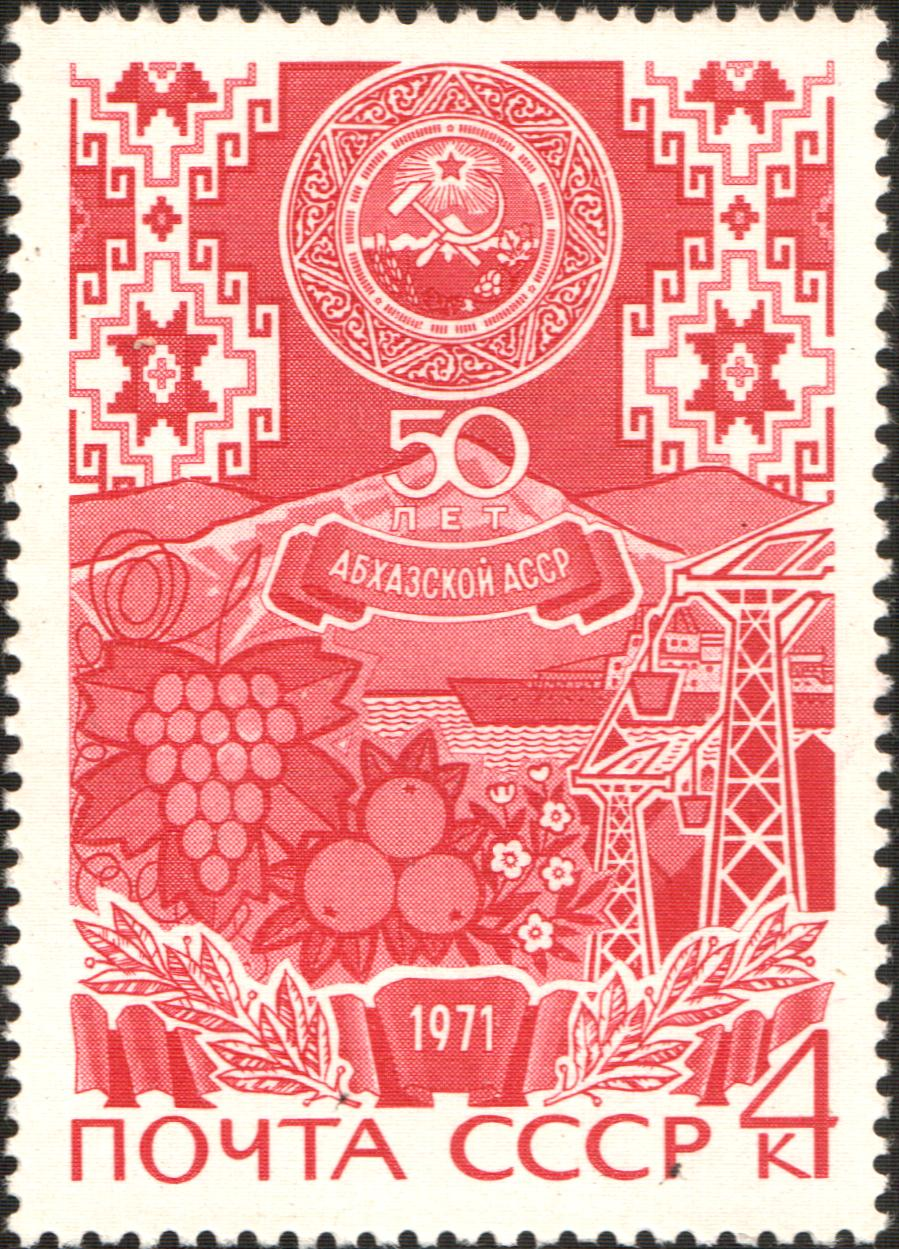
アブハジアSSRから数えて設置50周年を記念してソビエト連邦で発行された切手（1971年発行）

アブハジアは10月革命の後に赤軍がスフミを占領して以降はSSRであったが、以前からグルジアとロシアに権限を委譲していた。とはいえ、ソ連は他の民族に対してコレニザーツィア政策をとっており、アブハジアでも一部の自治が確保されていた。しかし、ネストル・ラコバが統治していたアブハジアでは集団農業化への反動を抑えることができなかったために、懲罰的な政策としてアブハジアは自治共和国化されたとされる。また、この時期のグルジアでは緩い連邦制を唱える声が上がるグルジア問題が起こっていた。このためグルジア内部権力を分散する目的もあった。自治共和国化以降、グルジア語の使用が強要され、グルジア人のアブハジア移住も増え、グルジア化が進められた。スターリンの死後になるとこの抑圧は減り、再び自治が回復された。
アブハズASSRは1937年8月2日に独自組織を導入した。立法権をもつ最高機関は最高会議とされ、4年ごとに行政委員会とともに選挙された。行政権は最高会議に任命された内閣に与えられた。アブハズASSRはソビエト連邦最高会議の民族議会において11人分の代議権を保有していた。
ソビエト連邦の崩壊後、グルジアは1921年以前のグルジア民主共和国の憲法復活を宣言し、グルジア民族主義も復活していった。アブハズ人たちは自治権の縮小、廃止、再度のグルジア化が行われると捉えて反発し、1992年7月23日にアブハジア自治政府は独立宣言を行った。これによってグルジアとの間にアブハジア紛争が起こり戦闘となるが、アブハジアは旧領の大部分を手に収めた。1994年5月15日に停戦合意が行われたが、アブハジアとグルジアの交渉は遅々として進んでおらず、実質独立状態となっている。